# Zieglerøya
 (mai 2019).
Zieglerøya est une île norvégienne, situé au sud-est du Svalbard, plus exactement dans le Tjuvfjorden, un fjord au sud de l'île d'Edgeøya. 
Il existe un doute sur l'origine du nom donné à l'île. Elle a été nommée ainsi soit en l'honneur de Jakob Melchior Ziegler (1801-1883), un cartographe suisse; soit en l'honneur d' Alex Ziegler (1822-1887), un explorateur allemand.